# ريو يوشيزاوا
ريو يوشيزاوا (بالكانا:よしざわ りょう) هو ممثل ياباني، ولد في 1 فبراير 1994 في اليابان.

## وصلات خارجية
- ريو يوشيزاوا على موقع IMDb (الإنجليزية)
- ريو يوشيزاوا على موقع قاعدة بيانات الفيلم (الإنجليزية)